# Supercoupe de Belgique de football 2014
La Supercoupe de Belgique 2014 est un match de football qui oppose le champion belge 2013-2014, le RSC Anderlecht au vainqueur de la Coupe de Belgique 2013-2014, le KSC Lokeren.
Le RSC Anderlecht remporte le match 2 buts à 1. C'est la douzième Supercoupe de Belgique pour le club bruxellois, en 19 participations.

## Feuille de match
| 20 juillet 2014 | RSC Anderlecht                              | 2 – 1   | KSC Lokeren        | Stade Constant Vanden Stock, Anderlecht |                             |
| 18h00 (UTC+2)   | Mitrović 29e (1-0) · Odoi 90+1e (csc) (2-1) | (1 – 0) | 73e Harbaoui (1-1) | Arbitrage : Jonathan Lardot             | Arbitrage : Jonathan Lardot |